# Honey (canção de Mariah Carey)
"Honey" é uma canção gravada pela artista musical estadunidense Mariah Carey para seu sexto álbum de estúdio, Butterfly (1997). Foi lançada como o primeiro single do álbum em 26 de agosto de 1997 pela Columbia Records. A canção foi escrita e produzida por Carey, Sean "Puff Daddy" Combs, Kamaal "Q-Tip" Fareed e Steven "Stevie J" Jordan. A faixa contém amostras das canções "Hey DJ" de World's Famous Supreme Team e "Rock The Body" de Treacherous Three. "Honey" foi uma canção que redefiniu a carreira de Carey, que passou a focar em um estilo mais hip-hop. A letra da canção descreve o sentimento que a protagonista sente em relação ao seu amante, e compara a sensação doce de mel com o amor.
"Honey" foi elogiada por críticos de música contemporânea, que elogiaram a cantora por ter saído de sua zona de conforto. A canção foi bem sucedida comercialmente nos Estados Unidos, tornando-se o terceiro single de Carey a estrear no topo da Billboard Hot 100, permanecendo no primeiro lugar por três semanas. "Honey" também alcançou o primeiro posto no Canadá e figurou entre as dez mais na Austrália, Espanha, Nova Zelândia, Suécia e Reino Unido. "Honey" foi indicada a dois prêmios Grammy na cerimônia de 1998, por Best Female R&B Vocal Performance e Melhor canção de R&B. Carey incluiu a canção no repertório de vários concertos ao vivo e turnês futuras, onde ela cantava a versão original e remix.
O videoclipe de "Honey" apresentou uma imagem mais sexual e menos conservadora do que Carey tinha sido vista anteriormente. Ele apresenta-a sendo mantida como refém em uma mansão  da qual ela escapa, num enredo inspirado em James Bond. As cenas subsequentes contêm Carey escapando de seus sequestradores em uma embarcação, dançando a bordo de um navio com marinheiros, e em uma ilha com um parceiro amoroso. O vídeo gerou controvérsia quando a mídia passou a comparar sua narrativa ao casamento fracassado de Carey com Tommy Mottola. Enquanto ela afirmava que as comparações eram nada mais do que coincidência, muitos amigos íntimos, incluindo Walter Afanasieff, seu parceiro de composições, achou que era mais do que óbvio.

## Antecedentes e gravação
Após o sucesso de seu álbum Daydream (1995), Carey passou a ter mais controle sobre os aspectos criativos de sua carreira. A partir disso, ela começou a buscar um som mais orientado para o hip hop, afastando-se do que ela já havia gravado anteriormente. Ela ainda estava escrevendo baladas com Walter Afanasieff, mas começou a procurar mais produtores de R&B e hip hop para seu próximo projeto. A canção foi gravada em fevereiro de 1997. Depois que Carey começou a trabalhar na canção com Q-Tip, eles levaram as letras, as amostras e melodia a Puff Daddy, que como produtor, tinha acabado de obter seu segundo número um na Billboard Hot 100 com "Mo Money Mo Problems". Ao saber de rumores sobre a natureza dominadora de Daddy, Carey gravou seu vocal separadamente, e logo após enviou uma série de gravações de seus vocais para ele escolher. Daddy explicou porque Carey gravou seu vocal separadamente, e seus sentimentos a respeito de ter trabalhado com ela:

Muitas pessoas acham que eu sou dominador, então eu não tive permissão de estar no estúdio quando ela fez seus vocais. Eu estou tentando trabalhar nisso, eu sou tão perfeccionista, às vezes eu não dou às pessoas a chance para respirar. Então eu fui banido de um monte de estúdios. Mariah [gravou "Honey"] até que ela achar que estava perfeita, tipo uma centena de vezes. Ela deu-me uma centena de faixas para escolher.

Daddy expressou seu respeito por Carey e sua arte, mencionando que ela regravou seus vocais muitas vezes até que ela sentir que estavam perfeitos. Depois de terem os vocais, a dupla começou a trabalhar no gancho da canção, incorporando as amostras das canções escolhidas e misturá-las com a ponte e refrão de "Honey". Depois que a canção foi concluída, Daddy estava muito confiante com a música, chamando-a de "estupenda", mas por causa de sua natureza pesada de hip hop, ele sentiu-se cautelosamente otimista sobre o sucesso comercial da canção. "Honey" serviu como o primeiro single lançado por Carey após a separação de seu ex-marido, Tommy Mottola, que era o chefe de sua gravadora na época, a Columbia Records.

## Gravação e composição
"Honey" foi gravada no estúdio The Hit Factory em Nova Iorque. Sua letra foi escrita somente por Carey, enquanto ela, Sean Combs, Kamaal Fareed e Steven Jordan foram os compositores e produtores principais da canção. No entanto, devido ao uso de amostras musicais de "The Body Rock" de Treacherous Three, e "Hey DJ" de World's Famous Supreme Team, Stephen Hague, Bobby Robinson, Ronald Larkins, Larry Price e Malcolm McLaren também receberam créditos de composição. Carey também forneceu vocais de apoio em conjunto com Melonie Daniels. Q-Tip cuidou da programação de tambores com Stevie J, que também foi encarregado dos teclados. A engenharia de áudio foi realizada por Dana Jon Chappelle, Glen Marchese e Rich Travali, assistidos por Ian Dalsemer e Ken Ross. "Honey" foi mixada por Tony Maserati no The Hit Factory e masterizada por Herb Powers Jr. no estúdio Powers House of Sound, também em Nova Iorque.
"Honey" é uma canção que combina influências de hip hop e R&B contemporâneo. A música é definida em tempo comum, e é escrita na clave de Mi♭ principal. Ela apresenta uma progressão de acordes básicos de A♭-F♭-1. O alcance vocal de Carey se estende desde a nota de E♭3 para a nota alta de B♭5, com a parte do piano e guitarra alcançando de G♭3 a G♭5. A canção difere-se de qualquer coisa que Carey já havia gravado anteriormente, e foi descrita como "hip hop de rua, com um baixo crescente". A melodia da canção foi conduzida pela programação de tambor de Q-Tip e pelas notas de teclado de Stevie J. A produção de Daddy deu à música um tom "leve e arejado", distanciando-se ainda mais do som contemporâneo de Carey. "Honey" contém amostras musicais de "The Body Rock" de Treacherous Three, e "Hey DJ" de World's Famous Supreme Team. De acordo com Chris Nickson, autor de Mariah Carey Revisited: Her Story, "Honey", revelou um lado mais confiante e independente de Carey que nunca havia sido revelado em seus trabalhos anteriores, incorporando a persona de uma mulher mais madura e confiante, com letras mais sensuais e batidas de hip hop acompanhantes.

## Análise da crítica
"Honey" recebeu análises geralmente positivas dos críticos musicais. Em sua resenha de Butterfly, Barney Hoskyns, editor da Rolling Stone, escreveu que "Carey não poderia ter desejado um começo melhor do que 'Honey'", descrevendo-a como uma faixa "inegavelmente cativante que renova seu som e imagem". David Browne, da Entertainment Weekly, descreveu a importância da música para a transição musical de Carey. Ele escreveu: "Você está preparado para uma canção em que Carey, finalmente, se liberta de suas correntes do adulto contemporâneo e se solta". Ele sentiu que "Honey" soava como "alguém que esteja começando por conta própria — preso entre velhos e novos hábitos e dando passos cautelosos em direção ao futuro". Browne também comentou que Carey mostrou uma restrição vocal louvável na música, "mostrando alguma contenção admirável, ela aninha-se nas batidas macias de 'Honey'". Larry Flick, da Billboard, concordou, dizendo que não havia "não há nenhum sinal de suas notas altas de quebrar vidros", e que Carey merecia elogios por "ir além de sua zona de conforto e realizar o feito complicado que é entregar algo que atrairá tanto as massas pop quanto os puristas hardcore de rua".
Daryl Easlea, jornalista da BBC, descreveu a faixa como um "som arejado e urbano" que "dá nova vida aos vocais de Carey, e pela primeira vez sua performance é relativamente contida, já que ela soa positivamente absorta no material". Chris Nickson, autor de Mariah Carey Revisited: Her Story, sentiu que a importância da faixa foi "muito além de suas posições nas paradas" e que era uma das canções mais importantes da carreira de Carey, permitindo-lhe fazer a transição para o R&B e hip hop. Nickson comentou que antes, Carey era vista como uma cantora pop com tendências de R&B, mas "Honey" mudou essa ideia, dando à cantora credibilidade no hip-hop, e forçou contraditores a "dar uma outra olhada". Rich Juzwiak, da Slant Magazine, elogiou a canção, chamando-a de um "despertar, tanto sensualmente e musicalmente", concluindo que a faixa exemplificava a "mudança abrupta de marcha que apreciar Mariah, a artista, requer. Seu novo brilho pop nem sempre vem fácil, onde detectá-lo depende da habilidade recém-descoberta do público de aplicar a vida pop de Carey à sua música pop". De forma contrária, Melissa Ruggieri, do Richmond Times-Dispatch, descreveu a música como um dos trabalhos mais fracos de Carey e que era "atolada em uma batida monótona e letras indecifráveis".
"Honey" foi indicada nas categorias de Melhor performance vocal feminina de R&B e Melhor canção de R&B no Grammy Awards de 1998. No entanto, a música não ganhou nenhuma das nomeações, uma tendência típica das nomeações de Carey no Grammy. Além disso, a canção foi agraciada com o prêmio BMI Pop por "Composição".

## Video musical

Carey é vista saindo da piscina, que se tornou um dos momentos mais emblemáticos em seus vídeos.

Além da atenção em torno da canção, o vídeo musical rendeu muita especulação. Pela primeira vez em sua carreira, Carey foi destaque em um vestido provocante, dando aos espectadores um "gosto de uma Mariah mais liberta". Foi filmado em Puerto Rico e o conceito do vídeo foi criado por Carey com Paul Hunter, diretor do visual. Servindo um tema de James Bond, Carey foi mostrada como "a muito sensual agente M", uma mulher que escapa de uma grande mansão na qual ela foi mantida em cativeiro. Carey comentou: "Eu realmente não acho que o vídeo é abertamente sexual, mas para mim, quero dizer, as pessoas costumavam pensar que eu era a versão dos anos noventa de Mary Poppins!"
O vídeo foi filmado em Porto Rico entre 27 de junho e 1 de julho de 1997 com orçamento de 2 milhões de dólares, tornando-se um dos videoclipes mais caros de todos os tempos, e estreou na MTV e na BET em agosto do mesmo ano. O vídeo começa com Carey, atuando como "Agente M", sendo mantida como refém em uma grande mansão. Os sequestradores são interpretados por Eddie Griffin, Frank Sivero e  Johnny Brennan do The Jerky Boys, que continuam a insultá-la sobre seu sequestro e eventual morte. A "Agent M" fala em espanhol com os sequestradores, dizendo que ela não entende o que eles dizem. Após uma cena de diálogo, Carey escapa do personagem de Griffin e mergulha em uma piscina do telhado da mansão. Após uma mudança de cena, Carey veste um maiô e escapa da ilha através de uma embarcação. Os antagonistas do vídeo continuam sua perseguição ao longo de uma grande massa de água, até que ela chega a bordo de um navio de grande porte. Não está claro se ambas as cenas estão acontecendo separadamente ou lado a lado. Durante a maior parte do vídeo, Carey é vista posando em um veleiro de grande porte, enquanto usa um biquíni branco. Após embarcar no navio, Carey começa a dançar e é logo acompanhada por um grupo de marinheiros do sexo masculino. Após uma sequência de dança, Carey é vista em uma ilha com seu amante, o modelo masculino David Fumero, e seu cachorro na vida real, Jack. Eles brincam juntos na ilha, enquanto Carey, feliz, desfruta de seu romance.

"Foi um processo cansativo, eu não vou dizer que foi fácil. Levantei-me às 3:00 todos os dias, e trabalhava até 9 horas da manhã do dia seguinte - por quatro horas seguidas, nadando com meu sapato Gucci! Não posso dizer que eu realmente pulei do telhado, mas mergulhei na piscina. Mas eu usava e nadava com aqueles sapatos, e eu não estava feliz"

—Carey sobre sua experiência desgastante durante a gravação de "Honey".
Durante a época do lançamento do vídeo, Carey e Mottola estavam no meio de seu divórcio e isso levou a especulações de muitos sobre a mensagem do visual. Tabloides e críticos ligaram o tema do vídeo ao casamento da artista, afirmando que Mottola a trancava na mansão onde viviam. Enquanto Carey negou as acusações, muitos pensaram que fosse muito óbvio. Parceiro de composição de Carey de seis anos, Afanasieff, sentiu que o vídeo era inegavelmente sobre Mottola. Enquanto as especulações sobre o vídeo cresciam, a cantora continuou a negar qualquer intenção de retratar o seu casamento no vídeo. Em uma entrevista, ela disse que "Tommy adora o vídeo, ele diz que é o meu melhor vídeo até agora."
A versão Bad Boy Remix da canção recebeu um videoclipe diferente. Ele apresenta o mesmo conceito, no entanto, deixa de retratar o rapto e fuga. O vídeo começa com Carey mergulhando na piscina, e dirigindo uma embarcação. Quando ela chega a um ponto distante no corpo de água, é oferecido a ela uma corda vinda de um helicóptero. Depois que ela aceita e sobe, ela embarca na aeronave junto com seus pilotos, Puff Daddy e os membros da Bad Boy Entertainment. Outras cenas retratam Carey dançando com Daddy em um túnel de ouro no interior. Na conclusão do vídeo, o pessoal do helicóptero junta-se a Carey na entrada de ouro, enquanto dançam e divertem-se.

## Apresentações ao vivo

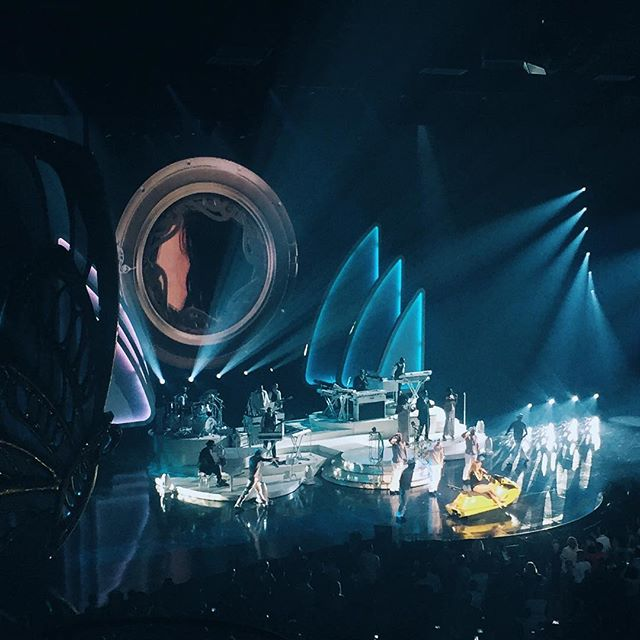
Carey performando "Honey" durante sua residência Number One Las Vegas.

"Honey" foi interpretada por Carey em várias apresentações ao vivo televisionadas, bem como na maioria das turnês de Carey. Carey apresentou pela primeira vez uma mescla da música e o remix de Bad Boy ao vivo no programa britânico Top of the Pops em 1997. A performance incorporou temas dos dois vídeos, nos quais Carey vestia o mesmo biquíni branco do videoclipe. Além disso, o palco foi montado para se parecer com o convés de um navio. Dançarinos semelhantes aos do vídeo se juntaram a Carey no palco enquanto ela cantava a música. Carey cantou "Honey" no World Music Awards de 1998. A performance rendeu-lhe aplausos de pé e contou com muitos dançarinos, todos vestindo trajes de marinheiro. Após o segundo verso, uma grande projeção do vídeo remix de Bad Boy foi reproduzida enquanto os versos pré-gravados de Daddy eram reproduzidos. Uma performance ao vivo da música foi gravada via satélite e transmitida ao vivo no Japão, apresentando trajes e temas semelhantes aos demais. Carey tocou a música durante sua Butterfly World Tour em 1998, que serviu como a turnê de apoio a Butterfly. Durante a apresentação, vários dançarinos vestindo roupas de marinheiro se juntaram a Carey no palco. Servindo como uma introdução à música, Carey reencena a cena do vídeo onde é mantida como refém e formula sua fuga. A performance da música em Honolulu, no Havaí, foi incluída no álbum de vídeo Around the World, que apresentava gravações ao vivo feitas no Japão, Taiwan, Austrália e Estados Unidos.
Para sua Rainbow World Tour (2000), Carey encenou uma performance semelhante à de sua turnê anterior, com ela e seus dançarinos vestindo trajes de marinheiros. "Honey" foi tocada também durante a turnê seguinte de Carey, a Charmbracelet World Tour (2003–2004). Carey continuou tocando a música durante sua turnê de 2006, a The Adventures of Mimi. Durante a apresentação no Madison Square Garden, Daddy se juntou a Carey no palco após o segundo verso. Durante sua turnê Angels Advocate Tour (2010) na performance da música, Carey vestiu um minivestido Herve Leger, com uma jaqueta de pele sintética. Durante a música, dançarinos masculinos e femininos se juntaram a ela no palco e realizaram coreografias de dança em ritmo acelerado. Ela tocou a música regularmente durante o The Elusive Chanteuse Show (2014), cantando o So So Def Mix. Ela também incluiu a música em sua residência de shows em Las Vegas Number 1 to Infinity (2015-2017), onde interpretava a faixa usando um vestido aberto até a coxa em cima de um jet ski. Carey incluiu "Honey" como música de abertura de sua segunda residência de concertos, The Butterfly Returns, que ocorreu entre 2018 e 2020. Ela voltou a apresentar a canção, desta vez como uma mescla com seu single anterior "Heartbreaker" (1999) durante a residência The Celebration of Mimi (2024-2025).

## Lista de faixas
CD Single americano
1. "Honey (versão em LP)" – 4:59
2. "Honey (Bad Boy Remix)" – 5:32

CD Single britânico
1. "Honey (versão em LP)" – 4:59
2. "Honey (Bad Boy Remix)" – 5:32
3. "Honey (versão suave com introdução)" – 4:47
4. "Honey (So So Def Mix)" – 5:11

## Créditos e equipe
Créditos adaptados das notas do encarte de Butterfly.
- Mariah Carey – co-produção, composição, vocais
- Sean Combs – composição, co-produção
- Q-Tip – composição, co-produção
- Steven Jordan – composição, co-produção
- Stephen Hague – composição
- Bobby Robinson – composição
- Ronald Larkins – composição
- Larry Price – composição
- Malcolm McLaren – composição

## Desempenho nas paradas musicais
"Honey" se tornou o terceiro single de Carey a estrear no topo da Billboard Hot 100, tornando-a a artista com mais estreias em tal posição naquele momento. Além disso, a canção tornou-se sua décima segunda a figurar no topo do gráfico, quebrando o recorde que ela compartilhava com Madonna e Whitney Houston. A canção substituiu "Mo Money Mo Problems", de The Notorious B.I.G. com Puff Daddy e Mase, e foi substituída por "4 Seasons of Loneliness", de Boyz II Men. Neste ponto, Carey empatou com The Supremes em quarto lugar como a artista que mais havia conquistado o topo das paradas no país, atrás de Michael Jackson, que detinha treze singles, e Elvis Presley e The Beatles com dezessete e vinte, respectivamente. "Honey" foi certificada como platina pela Recording Industry Association of America (RIAA), denotando distribuição de mais de um milhão de unidades. A canção alcançou o segundo lugar da parada Hot R&B/Hip-Hop Songs, ficando 21 semanas na tabela, "Honey" terminou no número 32 na tabela de fim de ano da Billboard em 1997. No Canadá, a canção estreou na tabela de singles da revista RPM no número 48 na publicação de 18 de agosto de 1997, e atingiu o topo da parada em 22 de setembro. Ela estava presente no gráfico por um total de 20 semanas, e classificou-se em número 18 na tabela de fim de ano da revista.
No Reino Unido, a canção estreou na UK Singles Chart em 6 de setembro de 1997 em seu pico de número três, e passou um total de oito semanas na tabela. Até 2010, "Honey" era o 15º single mais vendido de Carey na região, com vendas estimadas em mais de 200.000 cópias. Na Austrália, "Honey" chegou ao número oito na parada do país, permanecendo por um total de 19 semanas na tabela. Foi certificada como ouro pela Australian Recording Industry Association (ARIA), denotando distribuição de mais de 35.000 unidades pela Austrália. Na Nova Zelândia, a canção chegou ao terceiro lugar, e permaneceu na parada por 14 semanas. O sucesso de "Honey" na maioria dos outros mercados mundiais foi moderado, com a faixa deixando de alcançar as mesmas posições de singles anteriores de Carey. Enquanto "Honey" atingiu um pico de número doze na Finlândia, ela permaneceu por apenas uma semana no gráfico. Na Suécia, a canção teve um bom desempenho, atingindo um pico de número oito e ficando na tabela de 10 semanas. Na Áustria e na França, "Honey" chegou ao número 39, permanecendo por uma e quatro semanas nas paradas, respectivamente. Na Bélgica, a canção chegou ao número 29 e 30 nas regiões Flandres e Valônia, respectivamente.